# Afrixalus vibekensis
Espèce
Synonymes
- Afrixalus laevis vibekensis Schiøtz, 1967

Statut de conservation UICN

 LC  : Préoccupation mineure
Afrixalus vibekensis est une espèce d'amphibiens de la famille des Hyperoliidae.

## Répartition
Cette espèce se rencontre en trois populations distinctes, :
- une population localisée sur le mont Nimba dans l'ouest de la Côte d'Ivoire ;
- une population localisée dans la région du parc national de Taï dans le sud-ouest de la Côte d'Ivoire ;
- une population localisée dans la réserve forestière de Bobiri dans le Sud-Ouest du Ghana.

Elle pourrait être présente au Liberia et en Guinée.

## Étymologie
Son nom fait référence à Vibeke Schiøtz, l'épouse du découvreur.

## Publication originale
- Schiøtz, 1967 : The treefrogs (Rhacophoridae) of West Africa. Spolia Zoologica Musei Hauniensis, København, vol. 25, p. 1-346.